# Masaši Motojama
Masaši Motojama (japonsko 本山 雅志), japonski nogometaš, * 20. junij 1979.
Za japonsko reprezentanco je odigral 28 uradnih tekem.